# برايان راشتون
برايان راشتون (بالإنجليزية: Brian Rushton)‏ هو لاعب كرة قدم بريطاني في مركزي ظهير ‏ والدفاع، ولد في 21 أكتوبر 1943 في سدجلي ‏ في المملكة المتحدة. لعب مع برمنغهام سيتي ونادي ستوربريدج ونوتس كاونتي.